# أبو الخداريش (عبس)

تعديل مصدري - تعديل

ابوالخداريش هي إحدى قرى عزلة بني حسن بمديرية عبس التابعة لمحافظة حجة، بلغ تعداد سكانها 125 نسمة حسب تعداد اليمن لعام 2004.